# 1951-es magyar öttusabajnokság
Az 1951-es magyar öttusabajnokságot szeptember 20. és 24. között rendezték meg. A versenyzőket az öt versenyszámban elért helyezési számuk összege alapján értékelték. A viadalt Szondy István nyerte meg, aki ezzel sorozatban harmadik egyéni bajnoki címét szerezte meg. A csapatversenyt a Bp. Honvéd nyerte.

## Eredmények

### Férfiak

#### Egyéni
| Hely | Név             | Klub             | Eredmény |
| ---- | --------------- | ---------------- | -------- |
| 1.   | Szondy István   | Épületszerelő SE | 18       |
| 2.   | Benedek Gábor   | Bp. Honvéd       | 24       |
| 3.   | Hegedűs István  | Épületszerelő SE | 25       |
| 4.   | Hegedűs Frigyes | Bp. Honvéd       | 26       |
| 5.   | Kovácsi Aladár  | Bp. Haladás      | 32       |
| 6.   | Karácson László | Bp. Honvéd       | 33       |
| 7.   | Turák József    | Bp. Honvéd       | 39       |
| 8.   | Ferdinandy Géza | Bp. Haladás      | 40       |
| 9.   | Tasnády Károly  | Bp. Honvéd       | 42       |
| 10.  | Kausz István    | Bp. Haladás      | 44       |

#### Csapat
| Hely | Név                                             | Klub             | Eredmény |
| ---- | ----------------------------------------------- | ---------------- | -------- |
| 1.   | Benedek Gábor, Karácson László, Hegedűs Frigyes | Bp. Honvéd       | 83       |
| 2.   | Szondy István, Hegedűs István, Rátonyi Sándor   | Épületszerelő SE | 95       |
| 3.   | Ferdinándy Géza, Kovácsi Aladár, Kausz István   | Bp. Haladás      | 116      |